# Гонсалу Ногейра
Гонса́лу Тейше́йра Ноге́йра (порт. Gonçalo Teixeira Nogueira; нар. 28 грудня 2003) — португальський футболіст, півзахисник клубу «Віторія» (Гімарайнш).

## Клубна кар'єра

### «Віторія» (Гімарайнш)
Вихованець клубу «Віторія» (Гімарайнш). 15 травня 2020 року підписав з клубом свій перший професіональний контракт. 21 серпня 2022 року дебютував за резервну команду в матчі Терсейра-ліги проти «Канелаш 2010». 8 жовтня в поєдинку проти «Браги Б» забив свій перший гол у кар'єрі. 12 жовтня 2022 продовжив контракт з клубом до літа 2026 року. 19 листопада дебютував в основному складі «Віторії» в матчі Кубка португальської ліги проти «Вілафранкенсе», вийшовши на заміну Матеусу Індіо. 17 січня 2023 року в поєдинку проти «Жил Вісенте» дебютував у Прімейра-лізі.
27 липня 2023 року в матчі кваліфікації Ліги конференцій УЄФА проти словенського «Целє» дебютував у єврокубках. У цьому поєдинку також відзначився своїм першим м'ячем за «Віторію».
29 липня 2024 року продовжив контракт з «Віторією» до літа 2028 року.

#### Оренда в «Пасуш-де-Феррейра»
29 липня 2024 року відправився в сезонну оренду в клуб Сегунда-ліги «Пасуш-де-Феррейра». 10 серпня 2024 року дебютував за нову команду в матчі Сегунда-ліги проти «Мафри», вийшовши в стартовому складі. 24 серпня в поєдинку проти «Лейшойша» забив свій перший гол за « Пасуш-де-Феррейра».

## Кар'єра в збірній
Виступав за збірну Португалії до 20 років. В березні 2025 року вперше викликаний в збірну Португалії до 21 року для участі в товариських матчах проти збірних Румунії та Англії. 21 березня в поєдинку з Румунією дебютував за молодіжну збірну Португалії.

## Статистика виступів
Станом на 25 квітня 2025
| Клуб                  | Сезон             | Чемпіонат         | Чемпіонат | Чемпіонат | Кубок | Кубок | Кубок ліги | Кубок ліги | Єврокубки | Єврокубки | Інші  | Інші | Всього | Всього |
| Клуб                  | Сезон             | Дивізіон          | Матчі     | Голи      | Матчі | Голи  | Матчі      | Голи       | Матчі     | Голи      | Матчі | Голи | Матчі  | Голи   |
| --------------------- | ----------------- | ----------------- | --------- | --------- | ----- | ----- | ---------- | ---------- | --------- | --------- | ----- | ---- | ------ | ------ |
| Віторія (Гімарайнш) Б | 2022–23           | Терсейра-ліга     | 25        | 1         | —     | —     | —          | —          | —         | —         | —     | —    | 25     | 1      |
| Віторія (Гімарайнш)   | 2022–23           | Прімейра-ліга     | 2         | 0         | 0     | 0     | 2          | 0          | —         | —         | —     | —    | 4      | 0      |
| Віторія (Гімарайнш)   | 2023–24           | Прімейра-ліга     | 1         | 0         | 0     | 0     | 0          | 0          | 1         | 1         | —     | —    | 2      | 1      |
| Віторія (Гімарайнш)   | 2025–26           | Прімейра-ліга     | 0         | 0         | 0     | 0     | 0          | 0          | 0         | 0         | —     | —    | 0      | 0      |
| Віторія (Гімарайнш)   | Всього            | Всього            | 3         | 0         | 0     | 0     | 2          | 0          | 1         | 1         | 0     | 0    | 6      | 1      |
| → Пасуш-де-Феррейра   | 2024–25           | Сегунда-ліга      | 30        | 1         | 1     | 0     | 0          | 0          | —         | —         | —     | —    | 31     | 1      |
| Всього за кар'єру     | Всього за кар'єру | Всього за кар'єру | 58        | 2         | 1     | 0     | 2          | 0          | 1         | 1         | 0     | 0    | 62     | 3      |

1. ↑  Матчі в Лізі конференцій УЄФА